# Барановка (Зміїногорський район)
Бара́новка (рос. Барановка) — село у складі Зміїногорського району Алтайського краю, Росія. Адміністративний центр Барановської сільської ради.

## Населення
Населення — 1963 особи (2010; 2163 у 2002).
Національний склад (станом на 2002 рік):
- росіяни — 97 %